# Унікальна Україна
Унікальна Україна — український авторський документальний проєкт про подорожі Україною.

## Інформація про фільм
Ведучі програми подорожуючи Україною розкажуть вам про її унікальність, покажуть цікаві місця, поспілкуються з цікавими людьми.

### Серії
2004 рік (ведучий Ярослав Козак)
- Видатні місця Львівщини
- Кам'янець-Подільський
- Курорти Львівщини
- Львів
- Тернопільщина
- Крим — 2 епізоду
- Одеса — 2 епізоду
- Південна Україна, Херсонщина
- Золоте кільце Чернігівщини
- Київ
- Переяслав, Трипільщині
- Помаранчева Революція
- Черкаси, Чигирин, Холодний Яр
- Полісся, біля тисячі озер 3 епізоди
- Закарпатська область
- Зимові Карпати
- Закарпатська залізниця
- Карпатський біосферний заповідник, Драгобрат
- Міжгір'я, Синевірський національний парк, Теребля
- Мукачево, Свалява, Славськ
- Новий Рік на Говерлі
- Українські Карпати, Гуцульщина
- Чернівці, Хотин, Буковина

2008 рік (ведучий та сценарист Роман Маленков)
- Сумщина. Конотоп, Бочечки, Деснянсько-Старогутський національний парк
- Сумщина. Деснянсько-Старогутський національний парк, Глухів, Путивль
- Сумщина. Суми, Кияниця, Патріотівка
- Сумщина та Харківщина. Михайлівська цілина, Тростянець, Пархомівка, Краснокутськ
- Харківщина. Володимирівка, Шарівка, Сковородинівка
- Харківщина. Національний парк "Гомільшанські ліси", Ізюм, Чугуїв, Старий Салтів, Печеніги
- Канів та Канівський заповідник
- Київський укріплений район та Змієві вали
- Козелець, Остер, Міжрічинський ландшафтний парк
- Київщина. Козацькі церкви, спадок Розумовських, видатні художники у Засупоївці
- Житомирщина. Бердичів, Верхівня
- Житомирщина та Київщина. Андрушівка, Червоне, Дениші, Стара Котельня, Буки, Чубинці, Шамраївка
- Київщина. Пархомівка, Городище-Пустоварівське, Біла Церква

2008 рік (ведучий Дмитро Вітик)
- Кременець, Білокриниця, Почаїв
- Полтава
- Трахтемирів